# Retrogaming

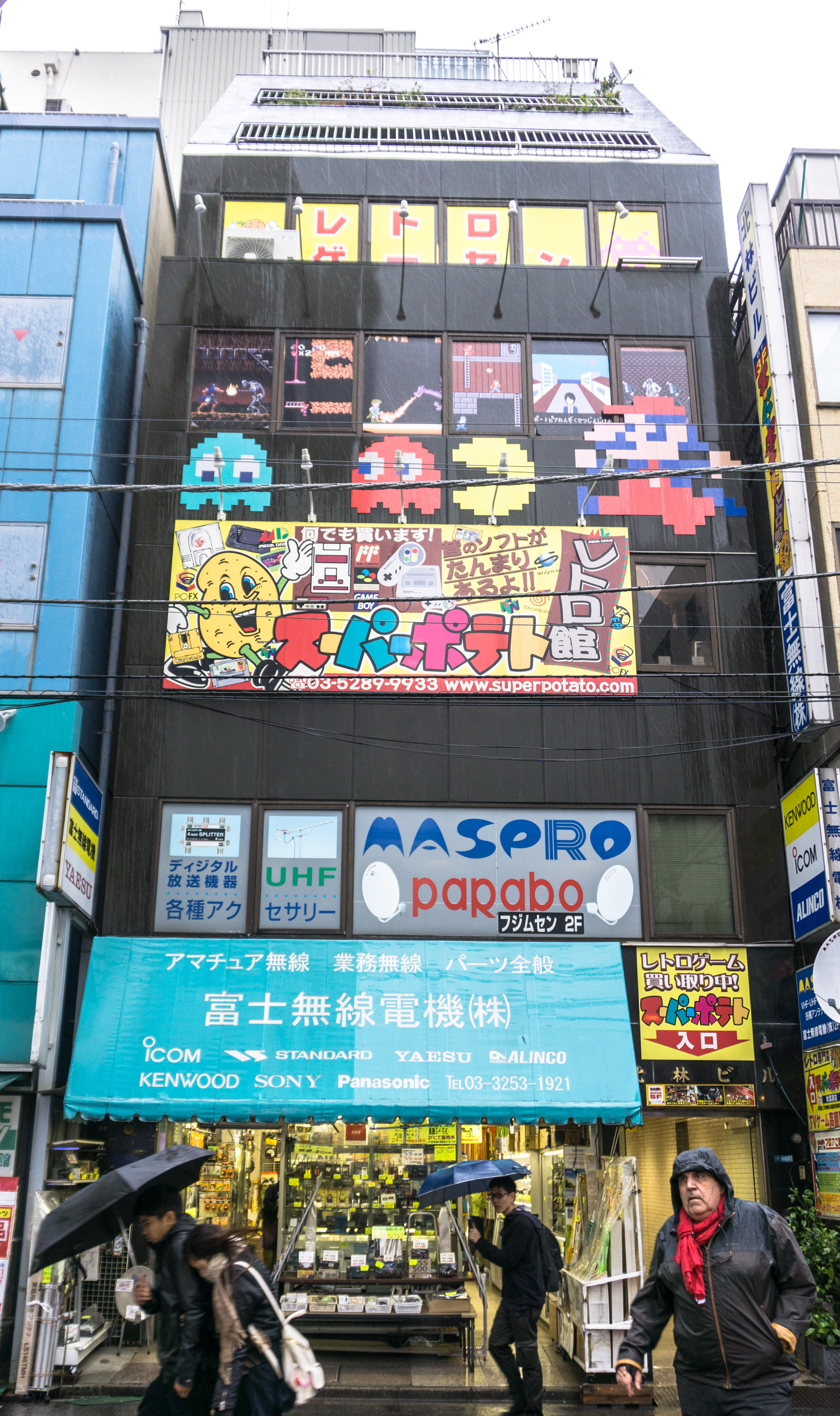
Tienda de juegos "retro" en Tokio, Japón.

Se conoce como retrogaming a todo lo relacionado con los videojuegos retro; como jugar, documentar, preservar, recolectar o exponer computadoras, videojuegos y juegos arcade antiguos. Con estos videojuegos se puede jugar tanto con el hardware original como con uno moderno y un emulador, o por medio de puertos o compilaciones. A los aficionados se les conoce en el Reino Unido como retrogamers (retrojugadores), mientras que los términos classic gamers (jugadores clásicos) u old school gamers (jugadores de la vieja escuela) son más frecuentes en los Estados Unidos.[cita requerida] Lo mismo ocurre con los calificativos retrogames, classic games u old-school games. El término retrogaming también se asocia en ocasiones a, aunque sin ser sinónimo, indie gaming, la afición de jugar a videojuegos que no han sido publicados por un editor convencional. El término old-school también podría utilizarse para un juego nuevo pero con características de los juegos antiguos, tales como old-school RPGs.

## Juegos
Entre los videojuegos retro más populares se encuentran los producidos en los años 80s, los 90  y principios de 2000 para algunas plataformas Atari 2600, Commodore 64, MSX, ZX81, ZX Spectrum, Amstrad CPC , Nintendo Entertainment System; entre otros. También los juegos arcade son muy populares, especialmente los primeros hechos por Konami, Capcom, Namco, Sega, Atari y Williams Electronics ; entre otros.

## Retro moderno
Son muchos los videojuegos modernos que buscan el éxito evocando a los juegos retro en las consolas modernas. Los juegos retro modernos tienen limitaciones en la paleta de colores, en la resolución y la memoria con el objeto de imitar el aspecto del hardware antiguo.